# UFC 245
UFC 245: Usman vs. Covington fue un evento de artes marciales mixtas producido por Ultimate Fighting Championship que se llevó a cabo el 14 de diciembre de 2019 en el T-Mobile Arena en Paradise, Nevada.

## Historia
EL evento estelar contó con una pelea por el Campeonato de Peso Wélter de UFC entre el entonces campeón Kamaru Usman (también ganador de The Ultimate Fighter: American Top Team vs. Blackzilians) y el excampeón interino Colby Covington.
El evento coestelar contó con un combate por el Campeonato de Peso Pluma de UFC entre el entonces campeón Max Holloway y Alexander Volkanovski.
Se espera que tenga lugar una pelea por el Campeonato de Peso Gallo Femenino de UFC entre la actual campeona Amanda Nunes (también la actual Campeona de Peso Pluma Femenino de UFC) y la campeona inaugural de peso pluma Germaine de Randamie. El primer combate entre ambas tuvo lugar previamente en noviembre de 2013 en UFC: Fight for the Troops 3, con Nunes ganando el encuentro por TKO en la primera ronda.
Se esperaba que Santiago Ponzinibbio se enfrentara al excampeón de peso wélter, Robbie Lawler. Sin embargo, Ponzinibbio se retiró de la pelea el 12 de octubre tras una infección por estafilococos. A pesar de tener más de dos meses antes del evento, los funcionarios de la promoción eligieron retirar a Lawler de la cartelera por completo en lugar de buscar un reemplazo.
Sergio Pettis estuvo brevemente vinculado a una pelea con Kai Kara-France en el evento. Sin embargo, Pettis reveló a principios de octubre que estaba recibiendo ofertas de otras promociones después de la finalización de su contrato y que actualmente no tenía una pelea programada con la promoción. Kara-France enfrentó a Brandon Moreno.
En los pesajes, Jessica Eye pesó 131 libras, cinco libras por encima del límite de peso mosca (126 lbs). Fue multada con el 30% de su pago y su pelea con Viviane Araújo se llevó a cabo en un peso acordado.

## Resultados
1. ↑  Por el Campeonato de Peso Wélter de UFC.
2. ↑  Por el Campeonato de Peso Pluma de UFC.
3. ↑  Por el Campeonato de Peso Gallo de Mujeres de UFC.

## Premios extra
Los siguientes peleadores recibieron $50,000 en bonos:
- Pelea de la Noche: Kamaru Usman vs. Colby Covington.
- Actuación de la Noche: Petr Yan e Irene Aldana